# Иоанн (Картушин)
Архиепи́скоп Иоа́нн (в миру Иусти́н Авксе́нтьевич Карту́шин; 1 июня 1837, хутор Попки станицы Островской, Усть-Медведицкий округ, Область Войска Донского — 24 апреля 1915, Рогожский посёлок, Москва) — предстоятель Древлеправославной Церкви Христовой старообрядцев, приемлющих белокриницкую иерархию (1898—1915) с титулом архиепископ Московский и всея Руси.

## Биография
Родился 1 июня 1837 года в хуторе Попки станицы Островской Области Войска Донского (ныне Котовский район (Волгоградская область)) в семье казаков. Приходился двоюродным братом архиепископу Московскому и всея Руси Мелетию (Картушину).
С юности занимался изучением Священного писания и богословной литературы. Расширял кругозор в полемических беседах с миссионерами синодальной церкви.
В звании урядника Иустин Картушин нес службу в казачьих войсках.
Дом его семьи был местом молитвенных собраний старообрядцев хутора Попков. В 1868 году во дворе дома Картушиных была выстроена моленная. Обязанности уставщика и головщика в ней исправлял Иустин Авксентьевич, который к этому времени стал и известным в окру́ге начётчиком, за что был замечен священноначалием.
В 1872 году овдовел, оставшись с двумя малолетними детьми. До 1882 года жил с отцом и братом, помогая им в ведении хозяйства.
Ещё в 1875 году архиепископ Московский Антоний (Шутов) призывал его принять епископский сан. 21 июля 1890 года он принял иночество и поступил в Пятипский монастырь. В апреле 1895 года старообрядцы хутора Гурова Донской области пригласили инока Иоанна для собеседования с его родным братом — единоверческим миссионером Калиной Картушиным. Состоялись две беседы, по результатам которых инок Иоанн написал книгу «Разбор ответов миссионера Калины Картушина».

### Предстоятель
В августе 1898 года Освященный собор избрал его сначала епископом на Донскую епархию (хиротонисан 9 августа 1898 года в Нижнем Новгороде епископом Уральским Арсением и др.), а в октябре того же года Освященным собором он был избран на московский престол. Возведён во архиепископа Московского и всея Руси Освященным собором во главе с епископом Уральским Арсением 16 октября (по др. данным, 16 августа) 1898 года. Возведение состоялось в Москве, в домовом храме Михайлова.
Через два года в 1900 году правительство потребовало от него дать подписку в том, что он не будет впредь именоваться «архиепископом Московским и Всея России». Зная церковные каноны и имея пример архиепископа Савватия (Лёвшина), он рассудительно написал, что он не именуется «Московским и всея России», а только старообрядческим архиепископом. Неудовлетворенное этим правительство выслало архиепископа Иоанна под надзор полиции в Тулу.
В 1903 году ему было предложено избрать место жительства по своему усмотрению, исключая Москву с губернией. В сентябре 1905 года ему последовало разрешение проживать где угодно, не исключая столиц, и владыка Иоанн поселился в Москве, сначала в доме, принадлежащем старообрядческой общине в Николо-Ямском тупике, а затем на Рогожском кладбище, в специально отстроенном для него верхнем помещении при лечебнице имени Сергея Ивановича Морозова (ныне здание стоматологической поликлиники). Но совершать открытые богослужения старообрядцам ещё не было позволено. Лишь 22 октября 1905 года, полгода спустя после распечатания алтарей на Рогожском кладбище, было разрешено архиерейское служение в Покровском кафедральном храме, которое и совершил архиепископ Иоанн в сослужении множества священников.
Освященный собор, состоявшийся в апреле 1906 года, принял решение об учреждении в Москве митрополии, а на сентябрьском соборе того же года было постановлено «возвести господина Иоанна, московского архиепископа, в сан митрополита Российской старообрядческой области». Но решение это не удалось провести в жизнь из-за противодействия правительства. Известно также, что и сам владыка настойчиво отказывался от возведения его в этот сан.
В 1906—1907 годах, после смерти епископа Измаильского Анастасия, архиепископ Иоанн (Картушин) временно управлял его епархией.
Близ хутора Калач Области Войска Донского с благословения Освященного собора 1906 года архиепископом Иоанном был основан мужской монастырь, в котором перед революцией 1917 года подвизалось более 40 иноков.
В 1911 году при непосредственном участии архиепископа Иоанна был основан Старообрядческий богословский институт, почётным членом попечительского совета которого состоял архиепископ Иоанн.
С началом Первой мировой войны архиепископ Иоанн освободил свои покои для нужд лазарета, а сам переехал неподалёку, в дом Соловьёвых на Рогожском же кладбище.
Архиепископ Иоанн за годы своего предстоятельства освятил более 100 новых храмов, рукоположил 15 епископов, 92 священника и 8 диаконов. При нём были учреждены Ярославская, Томская, Петроградская, Киевская, Рязанская и Иркутская епархии.
Скончался 24 апреля 1915 года в доме Соловьёвых Погребен на Рогожском кладбище.
Прижизненный портрет архиепископа Иоанна (холст, масло) находится в помещении Митрополии Московской и всея Руси Русской Православной Старообрядческой Церкви.

## Полемическая деятельность
Много беседовал с миссионерами господствующей церкви, а также с беспоповцами и беглопоповцами.
Во время поездок на Дон известного единоверческого игумена Павла Прусского Иустин Авксентьевич в собеседовании с ним весьма достойно противостоял ему.
В 1885 году Иустин Авксентьевич вёл беседы с баптистами, появившимися тогда в Области Войска Донского, во главе которых стоял бывший старообрядческий священник села Казинки Ростовской губернии В. И. Гамаюнов. Итогом собеседований стало возвращение отступников в лоно Церкви. В том же году Картушин получил приглашение епископа Кавказского Силуяна занять должность секретаря епископии.
В 1906 году новообрядческий архиепископ Волынский и Житомирский Антоний (Храповицкий) писал к архиепископу Иоанну с целью склонить его к объединению старообрядцев с господствующей церковью, на что последний дал ответ, ясно выразив, на каких условиях возможно такое объединение:

«…единение весьма желательно… Предприятие Ваше к восстановлению единства русского христианства может осуществиться только посредством полного возвращения вашего к дониконовскому православию, при отмене всех новшеств и при отречении от тех порицаний и клятв, каковыми за двухвековой период обогатилась господствующая в России церковь».

Владыка Иоанн много потрудился в деле умирения раздора неокружников. В 1912 году он неоднократно предлагал встретиться для беседы с неокружническим епископом Иоасафам, причём на самых невыгодных и непочётных для себя условиях, однако встреча не состоялась.

## Труды
- Беседа моя с отцом Павлом, игуменом Московскаго Никольскаго единоверческаго монастыря, происходившая в 1875 году ноября 23-го на Дону Островской станицы в приходском училище [рукопись]. — [Б.м.], XIX в. [не ранее 1875 г.]. — 23 л.;
- Разбор ответов миссионера Калины Картушина / Сост. И. Картушин, в наст. время старообряд. архиеп. Иоанн. — Москва : И. А. Лукин, 1908. — [2], 146 с.,
- Сочинения; [сост., примеч. подгот. текстов к изд., науч. ред. В. В. Боченкова]; Русская Православная старообрядческая церковь, Митрополия Московская и всея Руси, Арх.-библ. отд., Рогожская казачья ст-ца. — Ржев : Маргарит, 2012. — 559 с.